# 沙特英國銀行
沙地英國銀行（英語：The Saudi British Bank，簡稱SABB以及ساب）是沙烏地阿拉伯一間銀行。

## 历史
總行位於利雅德，於1978年創立，滙豐集團現時透過中東滙豐持股31.0%股權。香港上海滙豐銀行於1959年收購中東英格蘭銀行，後來就將該行在沙烏地阿拉伯的分行轉移至沙地英國銀行。
由於沙地英國銀行只屬於滙豐之聯營公司，所以並未使用滙豐品牌，不過其宣傳設計和其他地方的滙豐集團成員甚為一致。
2011年12月30日，擬透過每3股送1股紅股方式增資；增發紅股後，沙地英國銀行的資本由75億沙特阿拉伯里亞爾，提升25億里亞爾（約52億港元）或33.3%，至100億里亞爾（約 207億元）2012年客戶存款同比增長14.1%至321億美元；客戶貸款及墊款則增13.3%至256億美元；投資組合總值增24.3%至74億美元。截至2012年12月31日，總資產為418億美元，按年增長13%。
期內純利錄得8.64億美元，同比增長12.2%；收入按年增長5.5%至13.78億美元。每股盈利為86美仙，按年增長12.2%。
2011年6月28日滙豐控股旗下沙地滙豐銀行的批發及投資銀行業務，將與沙地英國銀行旗下SABB證券（SASL）合併。合併後新公司將名為沙地滙豐有限公司，SABB持有51%股權，滙控則持49%兼擁有全部管理控制權
2018年5月17日沙特英國銀行以每0.485股換一股沙特荷蘭銀行相當於，每股16.3里雅，斥資186億里雅(約49.6億美元)收購蘇格蘭皇家銀行持股40%的沙特荷蘭銀行，二間公司合併后將成為沙地阿拉伯第三大銀行，總資產達780億美元
2019年4月22日滙控旗下的滙豐亞洲（HSBC Asia）向沙特英國銀行（Saudi British Bank）斥資7524萬港元購入合資公司滙豐沙特阿拉伯（HSBC Saudi Arabia）的2%股權，持股量將增至51%。